# Isopterygium congoanum
Isopterygium congoanum är en bladmossart som beskrevs av Hugh Neville Dixon 1932. Isopterygium congoanum ingår i släktet Isopterygium och familjen Hypnaceae. Inga underarter finns listade i Catalogue of Life.